# Подходящо момче
„Подходящо момче“ (на английски: A Suitable Boy) е роман на индийския писател Викрам Сет, публикуван през 1993 г. Със своите 1349 страници (1488 страници с меки корици) англоезичната книга е един от най-дългите романи, публикувани в един том.
Действието на романа се развива в Индия, наскоро след обявяването на независимостта, след разделянето. Романът проследява четири семейства в продължение на 18 месеца и се съсредоточава върху усилията на г-жа Рупа Мера да уреди брака на по-малката си дъщеря Лата с „подходящо момче“. Лата е 19-годишна студентка, която отказва да бъде повлияна от властната си майка и от самоуверения си брат Арун. Нейната история се върти около избора, който е принудена да направи между своите ухажори Кабир, Хареш и Амит.
Историята започва в измисления град Брампур, разположен по поречието на река Ганг. Патна, Брампур, Колката, Делхи, Лакнау и други индийски градове образуват колоритен фон за нововъзникващите истории.
Романът последователно предлага сатирични и сериозни изследвания на национални политически въпроси в периода, водещ до първите национални избори след независимостта от 1952 г., включително индуистко-мюсюлманските борби, статутът на народите от по-ниска каста като джатав, поземлените реформи и залезът на феодалните принцове и земевладелци, академичните дела, премахването на система на заминдар (феодалното земевладение), семейните отношения и редица други въпроси, които са от значение за героите. 
Романът е разделен на 19 части, като всяка от тях се фокусира върху различен сюжет. Всяка част е описана под формата на римуван куплет на страницата със съдържание.
Рецензенти и критици често сравняват романа с „Война и мир“ на Толстой, както и с творби на британски романисти от преди повече от век, включително Middlemarch на Джордж Елиът, Bleak House на Чарлз Дикенс, „Панаир на суетата“ на Уилям Мейкпийс Текъри, „Том Джоунс“ на Хенри Филдинг и Clarissa на Самюъл Ричардсън.

## Кратък сюжет
През 1951 г. 19-годишната Лата Мера присъства на сватбата на по-голямата си сестра Савита с Пран Капур, университетски преподавател. Майката на Лата, г-жа Рупа Мера, казва, че е време и Лата да се омъжи, което Лата отхвърля, тъй като възнамерява да се съсредоточи върху следването на английска литература. Въпреки това г-жа Мера започва да отправя въпроси към приятели и семейство за подходящо момче за Лата.
Междувременно към Лата се приближава на няколко пъти момче на нейната възраст и след няколко срещи тя усеща, че е влюбена в него. Името му е Кабир Дурани и Лата е разстроена, когато разбира, че той е мюсюлманин, тъй като нейното хиндуистко семейство никога не би ѝ позволило да се омъжи за мюсюлманин. Когато ранните ѝ сутрешни срещи с Кабир са разкрити, тя се опитва да избяга с него, но той отказва. В крайна сметка Лата се съгласява да отиде с майка си в Колката, за да заживее с арогантния си по-голям брат Арун, който вече е женен.
Когато Лата си тръгва, тя е забелязана от Хареш Кана, амбициозен производител на обувки, който е замесен в бизнес с Кедарнат Тандон, съпругът на по-голямата сестра на Пран, Вийна. Той е заинтригуван от нейната красота и тъга.
В Колката Лата е изненадана да открие, че се наслаждава на времето си с брат си Арун и съпругата му Минакши. Тя среща ексцентричното семейство на Минакши, сем. Чатерджи, и влиза в контакт с по-големия ѝ брат Амит, поет, образован в Англия, който е под кемеен натиск да се ожени. Въпреки че първоначално Амит възнамерява само да бъде приятелски настроен към Лата като член на разширеното му семейство, той започва да я разглежда като възможна съпруга. Г-жа Рупа Мера е ужасена, когато разбира, че Амит и Лата може би обмислят брак, тъй като тя не харесва Минакши и следователно не одобрява Чатерджи. Тя отива в Делхи, за да поднови усилията си да намери съпруга на Лата. Случайно тя е представена на Хареш Хана и решава, че той е подходящ за Лата. Въпреки факта, че е влюбен в друга жена (за която не може да се ожени поради възражението на семейството ѝ), Хареш се съгласява да се срещне с Лата. Лата намира идеята да се омъжи за Хареш за смешна, но въпреки това прекарва приятно време с него и му позволява да ѝ пише.
Връщайки се у дома, тя научава, че Кабир е участвал в събирането на снаха ѝ Вийна с малкия ѝ син, след като са разделени в масова блъсканица за ритуално къпане в река Ганг, завършило с 1000 жертви. Въпреки това тя се зарича да забрави Кабир, но е изненадана, когато и двамата са избрани за участие в продукцията на университета „Дванадесета нощ“. По време на репетициите нейният девер Пран е хоспитализиран, а жена му Савита ражда. Лата поема по-важна роля в грижите за сестра си и племенницата си, което води до разбирането, че майка ѝ само се опитва да гарантира нейното щастие и безопасност. Тя започва да си кореспондира по-топло с Хареш и въпреки че все още е привлечена от Кабир, му казва, че вече не иска да се омъжи за него.
Хареш губи мениджърската си работа във фабриката за обувки, но си проправя път към по-ниска позиция като майстор във фабриката за обувки „Праа“ с обещание за израстване в кариерата. Новото му обстоятелство не успява да впечатли Арун и Минакши, които също са предубедени към него, тъй като са наясно с увлечението на Амит към Лата и искат да насърчат това.
През новата година семейство на г-жа Мера отново пътува до Колката, за да прекара време с Арун и Минакши и да се свърже отново с Хареш. На мач по крикет Хареш, Кабир и Амит се срещат и признават, че всички са далечни познати, но не осъзнават, че всички те по един или друг начин ухажват Лата. Кабир е в Колката, опитвайки се да събере смелост да говори с Лата, но не успява да го направи и Лата получава писмо от най-добрата си приятелка, което я информира, че Кабир е бил забелязан в интимен разговор с друга жена. Хареш е по-упорит в ухажването си на Лата, но след като тя небрежно го нарича гаден, той се обижда и връзката им е в застой.
През новата година, по покана на Кабир, Амит идва да говори в училището на Лата. Тя се свързва отново с Кабир, където научава, че информацията, че е ухажвал друга жена, е невярна. Въпреки това тя му казва, че сериозно си пише с Хареш и силно обмисля да се омъжи за него. Амит също използва тази възможност, за да предложи по-сериозен брак на Лата. Лата среща Кабир за последен път и разбира, че страстта, която изпитва към него, не е основата за добър брак. След като получава извинително писмо от Хареш, което подновява предложението му за брак, и второ писмо от Арун, който силно я насърчава да отхвърли Хареш, Лата решава веднъж завинаги да се омъжи за Хареш.
Едновременно с основния сюжет е историята на Маан Капур, брат на нейния девер Пран. Маан е безпомощното най-малко дете на уважавания политик Маеш Капур, щатският министър на приходите. На празненство Холи Маан вижда изпълнението на куртизанкато Саида Бай. Той посещава дома ѝ и започва да я ухажва. Стават любовници. Саида Бай по-късно смята, че чувствата ѝ към него пречат на работата и репутацията ѝ. Тя го изпраща с учителя по урду на младата си сестра Тасним, Рашид, в отдалеченото му село под предлог, че иска Маан да научи безупречен урду. Маан прекарва времето си, за да се запознае със семейството на Рашид, което е политически влиятелно, но неморално и корумпирано.
Когато Маан се завръща в Брампур, той възобновява любовната си афера със Саида Бай и печели благоразположението на баща си, който решава да се кандидатира отново на мястото, където живее семейството на Рашид. След кампания с баща си Маан се връща в къщата на Саида Бай, където вижда своя приятел Фироз и вярва от завоалираните коментари на Саида Бай, че двамата са имали любовна афера зад гърба му. В действителност Фироз е дошъл да предложи брак на Тасним, когато Саида Бай разкрива, че Тасним всъщност е нейната тайна дъщеря и полусестра на Фироз. В последвалото объркване Маан намушква Фироз в пристъп на ревност. Следващият скандал кара баща му да загуби мястото си, а майка му да умре след поредица от мозъчни удари.
Но след като Фироз се възстановява, той настоява, че пробождането е причинено от собствената му непохватност и приятелят му Маан е освободен.
Сватбата на Лата и Хареш се провежда с радост за всички с изключение на Кабир, който е поканен, но не идва. Няколко дни по-късно Лата и Хареш вземат влак до дома му, за да започнат новия си живот заедно.

## Герои в романа
В началото на романа са представени четири родословни дърва, за да помогнат на читателите да следят сложните преплетени семейни мрежи:
- сем. Мера
  - г-жа Рупа Мера, майка, която търси подходящо момче за най-малката си дъщеря Лата
  - Рагубир Мера, нейният починал съпруг
    - Арун, най-големият син на г-жа Мера (женен за Минакши Чатерджи)
      - Апарна, дъщеря на Арун и Минакши

    - Варун
    - Савита (омъжена за Пран Капур)
      - Ума Капур, дъщеря на Савита и Пран

    - Лата, чийто уреден брак е в основата на основния сюжет
- Сем. Капур
  - Г-н Маеш Капур (държавен министър на приходите) и г-жа Маеш Капур
    - Вийна (омъжена за Кедарнат Тандон)
      - Баскар Тандон, син на Вийна и Кедарнат

    - Пран (омъжена за Савита Мера)
    - Маан
- Сем. Хан
  - Наваб Саиб от Байтар
    - Зейнаб, неговата дъщеря
      - Хасан и Абас, нейните синове

    - Имтиаз, лекар
    - Фироз, адвокат

  - Устад Маджид Хан, известен музикант, връзка със семейството (ако има такава) не е посочена
  - Бегум Абида Хан, политик (снаха на Наваб Саиб)
- Сем. Чатерджи
  - Г-н съдия Чатерджи и г-жа Чатерджи
    - Амит, най-големият син и международно признат поет и автор. Изявен любовен интерес на Лата
    - Минакши (омъжена за Арун Мера)
    - Дипанкар
    - Каколи
    - Тапан

Някои други видни герои, които не са споменати по-горе, включват:
- Д-р Дурани, математик в университета, който посещават Кабир и Лата. Той има двама сина:
  - Кабир Дурани, любовен интерес на Лата и централен център на една от основните теми на романа. Кабир е успешен играч в университетския отбор по крикет. Лата и Кабир имат кратко интензивно ухажване, като разклоненията отекват през останалата част от романа.
  - Хашим Дурани, брат на Кабир
- Хареш Хана, предприемчив и решителен бизнесмен на обувки, който също е любовен интерес на героинята
- Джавахарлал Неру
- Малати, най-добрата приятелка на Лата
- Г-жа Тандон
  - Кедарнат Тандон (женен за Вийна Капур)
- Саида Бай, куртизанка и музикантка
- Таснийм, член на семейството на Саида Бай
- Бибо, слугиня в къщата на Саида Бай
- Рашид, студент в университета в Брампур; Учителят по урду на Таснийм
- Исак, свирач на саранги
- СС Шарма, главен министър
- Агарвал, министър на вътрешните работи
  - Прия, негова дъщеря (омъжена за Рам Вилас Гоял)
- Симран, сикхска жена и бивша любовница на Хареш Хана
- Калпана Гаур, приятел на семейство Мера
- Били Ирани, приятел на Арун Мера, по-късно има афера с Минакши
  - Ширийн, неговата годеница
- Бишванат Бадури
- Абдус Салам
- Раджа на Марх
  - Раджкумар на Марх, негов син
- Д-р Билграми
- Професор Мишра, професор по английски език
- Д-р Ила Чатопадай, професор по английски език
- Ханс, австрийски дипломат
- Гупи, жител на Салимпур
- Нетаджи, чичо на Рашид
- Сагал
- Макиджани, снизходителен поет
- Сандип Лахири
- Уарис, слуга във форта Байтар и се състезава с Маеш Капур в общите избори
- Мунши, отговарящ за крепостта Байтар
- Джагат Рам, обущар
- Бадринат
- Д-р Кишен Чанд Сет
- Професор Nowrojee, който ръководи университетския литературен клуб, посещаван от Кабир и Лата
- Сунил Патуардан, математик от университета в Брампур
- Парвати, мащеха на г-жа Рупа Мера

## Развитие
Сет заявява, че най-голямото влияние върху написването на „Подходящо момче“ е оказал петтомният китайски роман от 18 век „Историята на камъка“ от Цао Сюецин.

## Реални хора и събития
- За героя на Тапан, най-младият в семейство Чатерджи, Сет се основава на собствения си опит от тормоза в училището Доон в Индия.

- Обувната компания „Праа“ от романа е по модел на Бата.
- Пул мела се основава на фестивала Kumbh, който се провежда в Сангам, Алахабад.

## Продължение
Продължение, наречено „Подходящо момиче“, трябва да бъде публикувано през 2017 г. Към октомври 2022 г. то още не е публикувано.

## Критичен прием
На 5 ноември 2019 г. Би Би Си Нюз включва романа в списъка си със 100-те най-вдъхновяващи романа.
В. „Индипендънт“ пише, че „движението и музиката на текста в „Подходящо момче“ изискват време, за да се усвоят, но неговата ненатрапчива, силно рационална сладост в крайна сметка принуждава читателя да възприеме неговия начин.
Даниел Джонсън пише в сп. „Таймс“: „„Подходящо момче“ не е просто един от най-дългите романи на английски: той може да се окаже и най-плодотворната, както и най-удивителната творба от втората половина на този век – може би дори книгата да върне вярата на сериозната четяща публика в съвременния роман. Малко се съмнявам в това... Викрам Сет вече е най-добрият писател на своето поколение". Юджийн Робинсън във в. „Уошингтън Поуст“ сравнява Викрам Сет благоприятно с Толстой.
Кристофър Хитчънс във сп. „Венити Феър“ дава блестяща рецензия на романа, като казва, че прозата „притежава измамна лекота и прозрачност“.
Книгата е сред претендентите в списъка на The Telegraph от 2014 г. за 10-те най-велики азиатски романа за всички времена, а Ема Лий-Потър от в. „Индипендънт“ я сочи като един от 12-те най-добри индийски романа.

## Адаптация
Сериал от шест части, адаптирана от романа и озаглавена A Suitable Boy, режисирана от Мира Наир по сценарий на Андрю Дейвис и с участието на Табу, Ишаан Хатър, Таня Маниктала и Расика Дугал, е излъчен по Би Би Си 1 в Обединеното кралство от 26 юли 2020 г. Продукцията е първата историческа драма на Би Би Си с актьорски състав, включващ изцяло цветнокожи хора с изключение на австрийския оперен певец Томас Вайнхапел като „Ханс“. Сериалът се излъчва по Acorn TV в САЩ и Канада и по Нетфликс другаде.